# Theotmar di Salisburgo
Theotmar di Salisburgo, nelle fonti più antiche chiamato anche Dietmar I e talvolta italianizzato in Teotmaro (... – Presburgo, 4 luglio 907), è stato un arcivescovo tedesco, arcivescovo di Salisburgo e abate dell'abbazia di San Pietro dall'874 fino alla morte.

## Biografia
Theotmar era probabilmente un nobile bavarese e cappellano di re Ludovico II il Germanico. Uno dei suoi primi atti fu la consacrazione di una nuova chiesa a Ptuj nei domini di Kocel, principe di Pannonia. Sotto l'impulso di re Carlomanno di Baviera, Theotmar ricevette il pallio da papa Giovanni VIII e in seguito svolse un ruolo di mediatore fra il re e il papa, riuscendo a mantenere una posizione equidistante da entrambi.
Durante la sua reggenza, la cristianizzazione della Pannonia subì una battuta d'arresto a causa dell'instabilità politica di quella regione. Nel 907 il margravio Liutpoldo di Baviera decise di opporsi militarmente all'avanzata degli Ungari guidati da Árpád e si diresse in Ungheria alla testa di un grande esercito, del quale faceva parte anche la piccola armata dell'arcivescovo di Salisburgo. Il 4 luglio 907 i Bavaresi subirono una pesante sconfitta nella battaglia di Presburgo: Liutpoldo, Theotmar e altri due vescovi vi trovarono la morte. Tale sconfitta fu decisiva e segnò il venir meno dell'influenza degli arcivescovi di Salisburgo a est delle Alpi.